# Nazionale italiana di esport
La nazionale italiana di Esport  è la rappresentativa nazionale di Esport dell'Italia. La squadra è gestita dalla Federazione Italiana Giuoco Calcio ed è posta sotto l'egida della FIFA.

## Storia
Nel 2019, l'Italia calciava il suo primo pallone virtuale sulla scena internazionale: nasceva la eNazionale, divisa in due squadre distinte: una dedicata a PES, l'altra a FIFA. Entrambe avevano un obbiettivo comune: portare l'Italia ai vertici dell'eSport calcistico.
La prima a brillare fu la eNazionale PES, capitanata da Rosario "Npk_02" Accurso, nel 2020 conquistò a sorpresa l'Europeo, sconfiggendo la Serbia in un'emozionante finale vinta per 3-1. 
Nel frattempo, la eNazionale FIFA muoveva i primi passi. Dopo qualche torneo amichevole, nel 2021 sfiorò la qualificazione al Mondiale, fermandosi a un passo dal sogno iridato. Ma la tenacia e il talento dei giocatori come "er_caccia98" Cacciapuoti e "Obrun2002" Tagliafierro posero solide basi per il futuro della selezione.
Nel 2024 e due eNazionali si fondono in un'unica squadra.. Sotto la guida del maestro Nello "Hollywood285" Nigro, l'Italia domina il suo girone di qualificazione per l'Europeo di luglio.
Oggi, l'eNazionale Italiana è una realtà consolidata. Essa è al terzo posto del ranking mondiale con un occhio al trofeo continentale e l'altro ai Mondiali futuri.

## Allenatori
| Allenatore  | Periodo in carica |
| ----------- | ----------------- |
| Nello Nigro | 2022-oggi         |

## Formazione (2024)[3]
| Giocatore                 | Nickname    |
| ------------------------- | ----------- |
| Francesco Pio Tagliaferro | obrun2002   |
| Danilo Pinto              | danipitbull |
| Raffaele Cacciapuoti      | er_caccia98 |